# Euclides de Oliveira Figueiredo
Euclides de Oliveira Figueiredo (Río de Janeiro, 12 de noviembre de 1883 — Campinas, 20 de diciembre de 1963) fue un militar y político brasileño. Tras alcanzar el grado de general de división fue comandante de la Revolución Constitucionalista de 1932. Fue diputado federal por Río de Janeiro. Uno de sus hijos, João Baptista de Oliveira Figueiredo, fue el 30.º Presidente del Brasil.

## Biografía
Nació en Río de Janeiro, el 12 de noviembre de 1883, último hijo de João Batista de Oliveira Figueiredo y Leopoldina de Oliveira Figueiredo. Su padre fue funcionario del Tesoro Nacional y participó en la Guerra de la Triple Alianza al contribuir en la organización del primer servicio de intendencia del Ejército Imperial. Su padre falleció en 1889, quedando bajo la tutela de su hermana mayor Emerenciana. En 1892 ingresó al Colegio Militar de Río de Janeiro y, en 1901, en la Escuela Militar de Brasil que luego sería llamada Escuela Militar de Praia Vermelha. En 1904 participó en la revuelta de la vacuna y por ello fue apresado pero readmitido en el ejército al año siguiente. 
En 1913 participó en la represión de la revuelta del Contestado. En esa campaña fue condecorado con la Medalla al Mérito Militar por haber salvado la vida de un soldado. En los años siguientes desempeñó funciones administrativas en el Estado Mayor. En 1919 fue ascendido a capitán. En 1922 participó en el control pacífico de la revuelta del fuerte de Copacabana mientras comandaba un escuadrón de caballería de la Escuela Militar de Realengo. Fue ascendido a mayor y oficial de gabinete del ministro de guerra Fernando Setembrino de Carvalho durante el gobierno de Artur Bernardes y representó al ministro en el Pacto de Pedras Altas que puso fin al conflicto civil en Río Grande del Sur. En 1924 fue ascendido a teniente coronel y en 1926 fue transferido al 1° Regimiento de Caballería en Río de Janeiro. En 1927 fue ascendido a coronel.
Luego del triunfo de Júlio Prestes en las elecciones presidenciales de 1930 se intensificaron las conspiraciones para un golpe de Estado. El nombre de Figueiredo fue barajado como posibilidad para jefaturar el levantamiento pero, a pesar de los llamados que hicieron los conspiradores gaúchos Borges de Medeiros y Oswaldo Aranha, Figueiredo se mantuvo fiel al gobierno y contrario a cualquier golpe de Estado. El 3 de octubre de 1930, luego de iniciado el levantamiento, Figueiredo fue apresado en Santana de Libramento.
Tras el triunfo de la revolución y el golpe de Estado que derrocó a Washington Luís, Figueiredo regresó al Distrito Federal decidido a no colaborar con la dictadura de Getúlio Vargas. En 1931 solicitó su retiro del servicio activo pero el ministro de guerra José Fernandes Leite de Castro la rechazó. Ese año, tras una visita de su hermano Leopoldo que vivía en Santos y era miembro del Partido Democrático, se comunicó con los líderes paulistas que conspiraban contra Vargas y empezó a formar parte de ellos. En 1932 comenzó a planear efectivamente el levantamiento obteniendo el apoyo del expresidente Artur Bernardes y del general João Gomes Ribeiro Filho y otros importantes mandos del ejército. 

### Revolución Constitucionalista
La revuelta en São Paulo se inició con las manifestaciones populares de los días 22 y 23 de mayo de 1932, exigiendo la reconstitucionalización del país y protestando contra la presencia del ministro de hacienda, Osvaldo Aranha que buscaba disolver el nuevo gabinete del gobierno estadual paulista. Esto hizo que los ánimos se caldearan, ya que tanto las autoridades como la población rechazaban cualquier injerencia. Las masivas manifestaciones populares de mayo de 1932 detuvieron temporalmente cualquier intento de deponer o interferir en el gobierno del estado de São Paulo y el ministro regresó a la capital federal sin cumplir su misión. .
Sin embargo, Vargas nombró al coronel Manuel Rabelo al mando de la 2.ª Región Militar quien partió para São Paulo junto a un grupo de oficiales de confianza con instrucciones de ejecutar diversas medidas previstas en un "plan estratégico" elaborado por el general Pedro Aurélio de Góis Monteiro, su antecesor en el mando de la región. Con el objetivo de mantener el orden, evitar sublevaciones y garantizar el control militar, el plan preveía el traslado de los cuarteles de diversas unidades, la reubicación del cuartel general lejos de la capital y la unificación del mando de la Policía y del Ejército. De camino a São Paulo, el coronel Rabelo comenzó a ejecutar el plan: consultó a los jefes de varias guarniciones del interior, midiendo su disposición y transfiriendo a algunos a São Paulo. Cuando llegó a la capital, se reunió con los comandantes militares y se dirigió a la sede del gobierno del Estado, diciendo al interventor Pedro de Toledo que pensaba honrarle "siempre que se mantuviera dentro de la legalidad"..

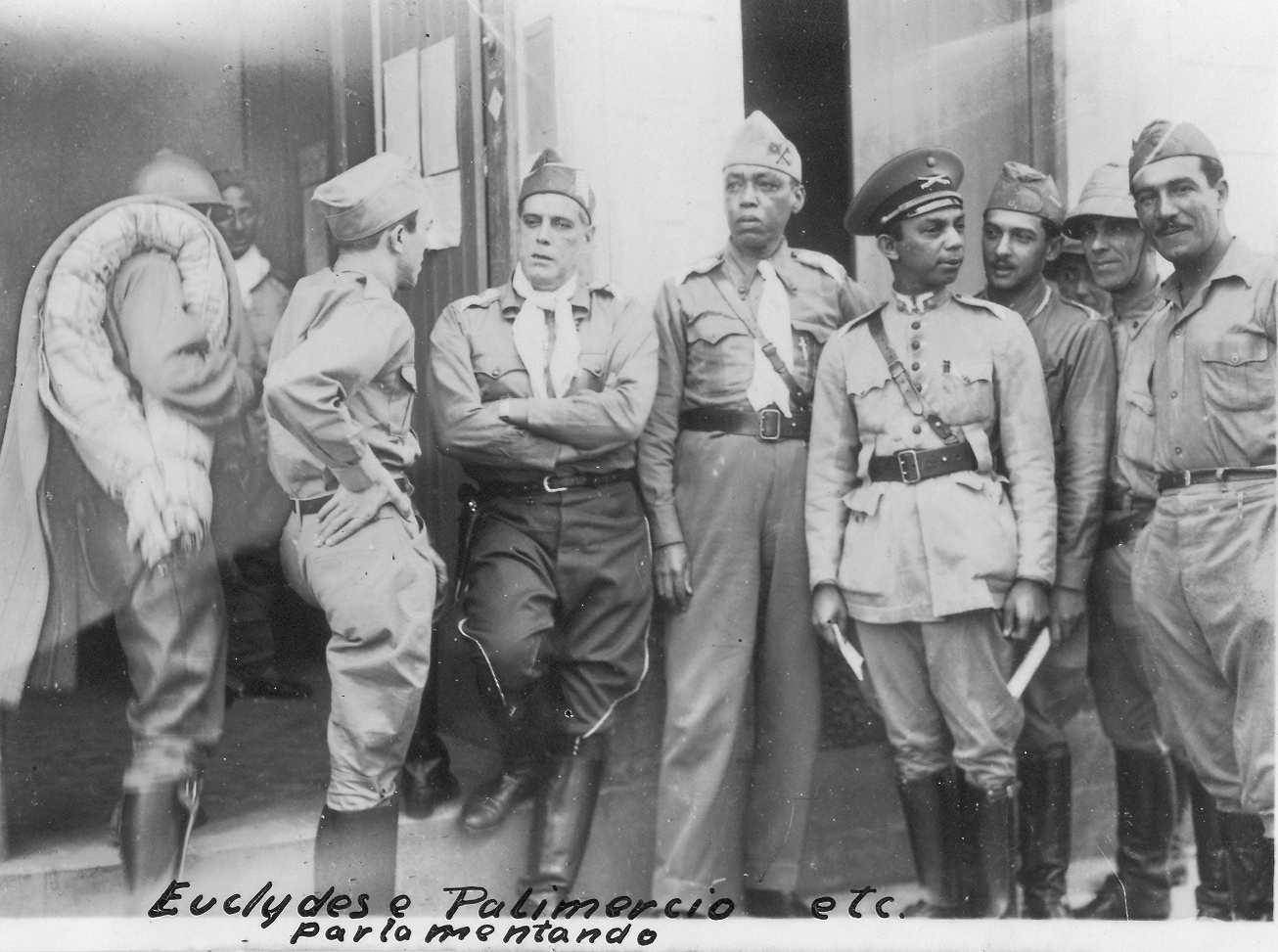
Euclides Figueiredo en la Revolución Constitucionalista de 1932. Centro: el general Euclides Figueiredo, el coronel Palimércio de Rezende y el entonces capitán Aristóteles Ribeiro

Con esta nueva situación, el Movimiento Constitucionalista ganó fuerza, ya que ahora contaba con el apoyo del gobierno estadual y de casi todas las fuerzas policiales del estado. Sin embargo, al mismo tiempo, Getúlio Vargas, consciente de la conspiración, ganaba tiempo y seducía a líderes políticos y militares de todos los estados. Indignado por el nombramiento del general Augusto Inácio do Espírito Santo Cardoso como ministro de Guerra, el general Bertoldo Klinger envió una carta deliberadamente hostil al nuevo ministro. El coronel Euclydes Figueiredo y el coronel Palimércio de Rezende intentaron infructuosamente disuadir al general de esa actitud, pues la carta acarrearía su destitución automática del mando de las tropas en Mato Grosso, lo que tendría graves consecuencias para el plan de sublevación. La carta llegó a su destinatario el 6 de julio y tuvo el efecto esperado: el retiro administrativo de su autor y la destitución de su cargo, que abandonó el 8 de julio. Los dirigentes civiles y militares de São Paulo comprendieron entonces que se había consumado uno de los casus belli', por lo que correspondería a São Paulo iniciar el levantamiento, antes de que la dictadura actuase preventivamente en el Estado, ya que Vargas estaba al corriente de la conspiración y de sus planes de insurrección armada. Convocado apresuradamente a São Paulo, el coronel Figueiredo viajó en la madrugada del 8 al 9 de julio. Antes del viaje, se reunió con João Neves da Fontoura, que había recibido un telegrama de Lindolfo Collor garantizando la participación de Rio Grande do Sul en el levantamiento porque, según él, las últimas dificultades que aún planteaba el interventor de Rio Grande del Sur, el general José Antônio Flores da Cunha, serían superadas por el contacto de éste con Borges de Medeiros. En el plan original, los líderes del movimiento planeaban lanzar el levantamiento el 14 de julio, pues creían que para esa fecha los gaúchos tendrían tiempo de superar las dificultades para la cohesión del Movimiento. También supusieron que el apoyo prometido de otros estados, como Minas Gerais, se uniría automáticamente. Sin embargo, el temprano estallido de la insurrección armada, y la consiguiente pérdida de vínculos con los contactos en curso, puso en peligro las adhesiones. 
Las primeras acciones militares se pusieron en práctica a las 20.30 horas de ese mismo día en la capital paulista. Entre otras, la detención de opositores y sospechosos; la ocupación de la Compañía Telefónica, Correos y Telégrafos; las radios Record y Educadora, entre otras; estaciones ferroviarias; el aeródromo Campo de Marte; y la conquista de nuevos adherentes al Movimiento Cívico y Militar. 
Alrededor de las 23 horas del 9 de julio, tomaron pacíficamente la sede de la 2.ª Región Militar del Ejército, entonces ubicada en Chácara do Carvalho, asumiendo el mando el entonces coronel interino Castro Pinto. Del mismo modo, fue asumido el 4.º Regimiento de Infantería de Quitauna, en Osasco. Al mismo tiempo, la movilización civil creció sustancialmente, a medida que se difundían las primeras noticias del inicio de la Revolución. Al día siguiente, Euclydes Figueiredo y el General Isidoro Dias Lopes emitieron una declaración conjunta en la prensa y en la radio al pueblo de São Paulo, informando de los acontecimientos de la noche anterior, destacando "la plena responsabilidad del comando de las fuerzas revolucionarias empeñadas en la lucha por la inmediata constitucionalización del país. Ese mismo día, en medio de grandes manifestaciones populares y en un acto de gran simbolismo, el entonces interventor Pedro Manuel de Toledo renunció al cargo para el que había sido nombrado por la dictadura de Getúlio Vargas y fue aclamado Gobernador del Estado de São Paulo por el pueblo.
El 12 de julio, cuando los revolucionarios ya tenían el control total del territorio paulista, el general Klinger llegó a la capital paulista y recibió el mando de la 2.ª Región Militar de manos del coronel Figueiredo, en una ceremonia presidida por el general Isidoro Dias Lopes, en la sede original del Cuartel General, en la Rua Conselheiro Crispiniano n.º 9, que pasó a ser la sede del Cuartel General del Ejército Constitucionalista. El general se convirtió en Comandante Supremo. Ese día, el general Klinger había sido recibido con amplia celebración por los aliados y el pueblo, pero frustró a los comandantes de São Paulo al no traer consigo la prometida columna militar con valiosas armas y municiones. Aunque no alcanzó las expectativas de los líderes paulistas, en los días siguientes algunas unidades del sur de Mato Grosso llegarían a São Paulo, como el 11.er Regimiento Independiente de Caballería de Ponta Porã y el Regimiento Mixto de Artillería de Campo Grande, así como unidades de voluntarios de aquel estado.
Tras la ceremonia de entrega en la capital, el Coronel Figueiredo asumió el mando de la 2.ª División de Infantería en Operaciones (2.ª D.I.O.), encargada de dirigir el avance hacia Río de Janeiro a través del Valle del Paraíba. En la madrugada del 13 de julio, Euclydes instaló su cuartel general en Lorena y decidió esperar los refuerzos prometidos por Rio Grande del Sur y Minas Gerais. A través de João Neves da Fontoura, los gaúchos pidieron diez días para movilizar sus fuerzas, que el coronel decidió utilizar para consolidar las posiciones del 2.º D.I.O. en el Valle del Paraíba. Para ello, ordenó la ocupación de posiciones a lo largo de la frontera entre São Paulo y los estados de Río de Janeiro y Minas Gerais. Sin embargo, al final de este período, los refuerzos de otros estados no habían llegado, con la excepción de Mato Grosso.
En Rio Grande do Sul, el general José Antônio Flores da Cunha frustró a sus aliados al retractarse de su prometido apoyo a la Revolución Constitucionalista, decidiendo permanecer leal al Gobierno Federal y organizando tropas para combatir a los rebeldes en São Paulo. En Minas Gerais, el 8.º Regimiento de Artillería Montada de Pouso Alegre y el 4.º Batallón de Ingenieros de Itajubá, que estaban comprometidos con los constitucionalistas, fueron rápidamente tomados por comandantes leales al Gobierno Federal. Del mismo modo, el Regimiento de Caballería de la 4.ª División de Três Corações, comandado por el entonces coronel Eurico Gaspar Dutra, decidió finalmente permanecer leal a Vargas. Además, tampoco se cumplieron las promesas de los líderes políticos de Minas Gerais de permanecer neutrales en caso de guerra.
Con el rápido cerco militar, fueron incapaces de avanzar más allá de las fronteras, y comenzaron a asumir una posición defensiva, esperando un punto de inflexión en el curso del conflicto, ya fuera con nuevas alianzas o con un aumento de su poder militar. A pesar de todos los esfuerzos bélicos, con la reconversión de las fábricas a la producción de guerra, con los recursos recaudados para sostener los combates y la propia movilización popular, las dificultades de los revolucionarios se acumulaban frente al numeroso enemigo, ampliamente equipado y financiado por el Gobierno Federal.
En el Valle del Paraíba, las fuerzas comandadas por el coronel Euclydes Figueiredo no superaban los diez mil combatientes en su apogeo. En ese frente, el coronel utilizó tácticas militares basadas en la doctrina alemana, como la defensa en profundidad, para contrarrestar la ofensiva de las tropas federales que pretendían avanzar hacia la capital paulista. Sin embargo, las tropas paulistas sólo contaban con algunas decenas de piezas de artillería, un número insuficiente de fusiles para el número de combatientes, así como pocas ametralladoras y armas automáticas. No obstante, consiguieron compensar parcialmente el déficit aprovechando las ventajas del terreno y con abundantes granadas de mano, así como con unas decenas de morteros que eran tan eficaces como la artillería. 
Ante la imposibilidad de sostener militarmente la Revolución, el general Bertoldo Klinger inició medidas para poner fin al conflicto. En un primer momento, envió una comunicación a Getúlio Vargas, el 14 de septiembre, proponiendo un armisticio para discutir el fin del conflicto. El intermediario fue el ministro de Marina, almirante Protógenes Guimarães, que también recibió la respuesta de Vargas reafirmando la base de su propuesta de paz: la rendición incondicional.
El 27 de septiembre, el comandante general de la Fuerza Pública de São Paulo, coronel Herculano de Carvalho e Silva, celebró una reunión reservada con los oficiales superiores de su cuerpo, a la que también asistió el comandante del Ejército Antônio Alexandrino Gaia, que afirmó ser el representante de los comandantes militares del Ejército en la Revolución. Estos oficiales consideraron que la derrota militar de São Paulo era completa y delegaron poderes en el coronel Herculano para desarrollar los acuerdos necesarios para detener los combates. El coronel Herculano trató entonces de conseguir el apoyo de los coroneles Euclydes Figueiredo y Palimércio de Resende para ayudar a persuadir al comandante supremo del Ejército Constitucionalista y al gobernador de São Paulo, pero ambos rechazaron la idea.
El 28 de septiembre, el general Bertoldo Klinger envió un telegrama a todos los mandos constitucionalistas anunciando su decisión de solicitar un armisticio, yendo así en contra de la postura defendida por el coronel Herculano.
Enterado de la decisión del General Klinger, el Coronel Euclydes Figueiredo consiguió una reunión con el Gobernador de São Paulo, Pedro de Toledo, para convencerlo de continuar la lucha y detener las acciones de Klinger y Herculano. Además del Gobernador, asistieron a la reunión todos los miembros del gobierno, políticos, militares, así como representantes del coronel Herculano y del general Klinger, que se negaron a asistir. Durante las conversaciones, Herculano dijo por teléfono que no era posible paralizar las conversaciones con las fuerzas gubernamentales. A continuación, el cuartel general del Ejército Constitucionalista advirtió que el general Klinger ya había redactado el telegrama solicitando el armisticio y que estaría esperando a que el gobernador Pedro de Toledo firmase la autorización hasta la una de la madrugada del día siguiente. En la misma ocasión, el coronel Figueiredo también intentó personalmente disuadir al general Klinger de su decisión. En un intento de frenar estas iniciativas, el Secretario de Justicia, Valdemar Ferreira, redactó la dimisión del coronel Herculano del mando del sector de Campinas, nombrando en su lugar al mayor Romão Gomes, que fue ascendido a teniente coronel. También se habló de entregar el mando de la Fuerza Pública al teniente coronel José Teófilo Ramos, que se negó a hacerlo y fue seguido por el teniente coronel Romão Gomes, ya que ambos concluyeron que era imposible continuar la resistencia a las tropas federales.
Al amanecer del día 29, el general Klinger envió una radio al general Pedro Aurélio Góis Monteiro con un pedido de armisticio, sin la firma del gobernador Pedro de Toledo. La petición fue aceptada y ese mismo día se enviaron emisarios, que regresaron horas después sin ningún acuerdo, lo que llevó al general a redactar una nueva propuesta para presentar el 1 de octubre. Mientras tanto, el coronel Herculano obtuvo autorización del general Klinger para que la Fuerza Pública participara en las negociaciones de paz.
Los coroneles Euclydes y Palimércio, ante estos acontecimientos, decidieron volver al mando de sus tropas en el Valle del Paraíba y continuar la resistencia. Para ello, realizaron una reunión con oficiales y civiles de la 2.ª División de Infantería en Operaciones (2.ª D.I.O.) que, a pesar de estar informados de lo que estaba ocurriendo, acordaron continuar la lucha. El 30 de septiembre, el coronel Herculano envió órdenes a las tropas de la Fuerza Pública para que abandonaran las trincheras y regresaran a la capital, debido al inicio de negociaciones para poner fin al conflicto y también para contener un brote de desorden y violencia que había comenzado el día anterior en la ciudad. En ese momento, combatientes del gobierno que habían sido encarcelados en la capital habían escapado de prisión e inmediatamente intentaron tomar guarniciones militares y policiales, así como edificios del gobierno de São Paulo. Este inicio de contrarrevuelta fue sofocado al día siguiente por el coronel Brasílio Taborda, que asumió el mando de la Policía de São Paulo con carácter de emergencia.
En la mañana del 1 de octubre, los emisarios del general Klinger y del coronel Herculano se dirigieron a Cruzeiro para intentar de nuevo llegar a un acuerdo. Durante las primeras horas de ese día, la artillería federal continuó bombardeando las posiciones de las tropas de Euclydes, a pesar de las negociaciones en curso. En la tarde de ese día, las tropas restantes, compuestas por personal del ejército y voluntarios, al verse sustancialmente reducidas en la línea de frente, después de la retirada general de las tropas de la Fuerza Pública que había tenido lugar el día anterior, comenzaron a retirarse en ausencia del comando del sector, abandonando las trincheras en desorden, dejando al descubierto toda la línea de defensa del Valle del Paraíba. En la noche del 1 de octubre, los emisarios del coronel Herculano aceptaron los términos de paz propuestos por el general Góis Monteiro, previa autorización de Getúlio Vargas, y firmaron un acuerdo separado de rendición, en ausencia del gobernador Pedro de Toledo y del Comandante Supremo del Ejército Constitucionalista, general Bertoldo Klinger. La propuesta de los emisarios del general Klinger ni siquiera fue tomada en consideración, por considerarla infructuosa. Los emisarios de Herculano volvieron a la capital paulista en la mañana siguiente, 2 de octubre, donde el acuerdo fue refrendado por la mayoría de los oficiales de la Fuerza Pública, después de una convención militar.
A partir de entonces, el mando de la Fuerza Pública de São Paulo se sometió a las órdenes del Gobierno Provisional. También el 2 de octubre, el coronel Herculano recibió órdenes de deponer al Gobierno del Estado de São Paulo, Sr. Pedro Manuel de Toledo, y asumir interinamente la intervención militar federal en el Estado, acumulando el cargo de comandante general de la Fuerza Pública. La deposición tuvo lugar en la tarde de aquel día, a las 15 horas, por medio de una comisión formada por el coronel Eduardo Lejeune, el mayor Mário Rangel y el capitán João Francisco da Cruz, que anunció oficialmente la destitución y pidió cuentas al gobierno. El coronel Herculano también inició medidas para desarmar a las tropas no regulares que regresaban a la capital desde los frentes de combate y colocó guarniciones en las estaciones de ferrocarril y en las entradas de la capital para impedir el paso de tropas armadas, con el fin de garantizar el orden y la seguridad en la capital. El general Bertoldo Klinger, ante la deliberación de la Fuerza Pública paulista, dio órdenes de retirada general de las tropas del ejército, que se retiraron a sus cuarteles. El acuerdo de paz firmado por separado por la Fuerza Pública incluía, entre otros términos, la retirada de estas tropas a la capital, la misión de mantener el orden y la seguridad en la capital, así como el reconocimiento de la autoridad del gobierno de Getúlio Vargas. Como contrapartida, los miembros del cuerpo quedaron exentos de responsabilidad por la guerra y mantuvieron todas las ventajas y prebendas correspondientes a los cargos que ocupaban antes del inicio de los combates.
El 6 de octubre, el coronel Herculano cedió el cargo de interventor militar al general Valdomiro Castilho de Lima, oficial que había comandado las tropas gubernamentales en la ofensiva en el sector sur de la batalla. Durante su mandato, el general tomó diversas medidas para pacificar y normalizar la situación en el estado de São Paulo, como la censura de la prensa y el patrullaje ostentoso de la capital por tropas del ejército.
Euclydes Figueiredo intentó incluso organizar una columna de 2.000 hombres con el objetivo de llevar la lucha a Mato Grosso, donde las tropas constitucionalistas aún tenían el control de la situación. Sin embargo, sus emisarios se dieron cuenta de que era imposible llevar a cabo esta marcha, ya que el paso por la ciudad de São Paulo estaba bloqueado por la Fuerza Pública y por las tropas gubernamentales que ya habían tomado posiciones en Campinas y Bauru, lo que significaría el riesgo de nuevos enfrentamientos. En vista de ello, Euclydes disolvió la columna y, junto con seis oficiales, embarcó en un pesquero en una playa de Santos, con destino a Rio Grande del Sur, donde esperaba reagruparse con las fuerzas constitucionalistas que aún luchaban. El 14 de octubre, el coronel fue detenido por el capitán del Ejército Proença Gomes en una parada en Florianópolis. El 18 de octubre, llegó a Río de Janeiro, entonces capital federal. El 1 de noviembre, fue deportado al exilio político en Portugal, junto con un grupo de 78 personas, entre ellas dirigentes civiles y militares de la Revolución Constitucionalista.
Durante su exilio político en Lisboa, Portugal, se le encomendó la tarea de dirigir el Movimiento Constitucionalista, a través de un consejo de oficiales que representarían y deliberarían sobre todo lo relacionado con la acción militar y la participación en el movimiento en cuestión. En 1933 se trasladó a Buenos Aires, Argentina, donde se reunió con otro numeroso grupo de exiliados políticos. Allí, junto con decenas de oficiales que habían participado en la Revolución Constitucionalista, como los coroneles Palimércio y Taborda, creó un consejo para dirigir la continuación del Movimiento. Sin embargo, dadas las limitaciones del exilio político, la falta de recursos, la expectativa de una amnistía y la aprobación de la Constitución en 1934, las discusiones no tuvieron continuidad.

### Carrera Política
El 2 de enero de 1934 se le concedió la amnistía, junto con otros oficiales del Ejército brasileño. Regresó a Brasil a principios de ese año. El 29 de mayo de ese año, durante los trabajos de la Asamblea Constituyente, Getúlio Vargas decretó la amnistía para los demás insurgentes de 1932 así como la reincorporación al servicio activo de los militares que habían participado en la sublevación. De vuelta a Brasil, el coronel Euclydes Figueiredo se presentó como candidato a diputado federal por el Partido Republicano Paulista (PRP) en las elecciones legislativas celebradas en octubre de 1934. Fue elegido en la segunda vuelta, con una votación expresiva. Sin embargo, esta elección fue anulada tras una maniobra del interventor federal en São Paulo, Armando de Sales Oliveira, quien, a través de su Partido Constitucionalista, convocó una elección suplementaria para enero del año siguiente. En las nuevas elecciones, el coronel no alcanzó la cuota electoral y perdió su escaño en favor de un candidato del Partido Constitucionalista, que quedó en primer lugar. Su amigo, el coronel Palimércio de Rezende, también fue candidato al mismo cargo en esas elecciones y vivió la misma situación.
En 1936 se afilió al Partido de la Liberación Carioca y en junio del año siguiente se unió a la recién fundada Unión Democrática Brasileña, que comenzó a organizar la candidatura nacional de Armando de Sales Oliveira a la Presidencia de la República en las elecciones previstas para enero de 1938. Sin embargo, estas elecciones fueron anuladas debido al golpe de Estado que tuvo lugar el 10 de noviembre de 1937 bajo el liderazgo de Getúlio Vargas, que dio lugar a la instauración del régimen autoritario conocido como Estado Novo. En esta ocasión fue detenido de nuevo, pero liberado poco después. El nuevo régimen supuso la extinción de todos los partidos políticos, el cierre de todas las cámaras legislativas del país, la persecución de los opositores al régimen y la censura de la prensa, entre otras medidas autoritarias. Visto como opositor político al régimen, el coronel era vigilado por los órganos de seguridad del gobierno.
En 1938, el coronel Euclydes Figueiredo, opositor al Estado Novo y al propio Getúlio Vargas, se habría unido a las conspiraciones contra el régimen, junto a Otávio Mangabeira, Júlio de Mesquita Filho y los generales João Cândido Pereira de Castro Júnior, João Guedes da Fontoura y Brasílio Taborda. También habría entablado negociaciones con un grupo de integralistas disidentes del régimen. Según estas acusaciones, los conspiradores planeaban un contragolpe, planeando un asalto armado al Palacio de Guanabara, en Río de Janeiro, para arrestar al Jefe de Gobierno y desencadenar así diversas acciones para derrocar al Estado Novo. En las acusaciones formuladas por los fiscales del Tribunal de Seguridad Nacional (TSN), un Tribunal de Excepción creado por Getúlio Vargas, el coronel habría participado en varias reuniones y habría recibido el encargo de dirigir militarmente el movimiento armado. Incluso después de su detención, el 9 de marzo de 1938, el coronel continuó en la conspiración a través de comunicaciones clandestinas con el grupo rebelde.

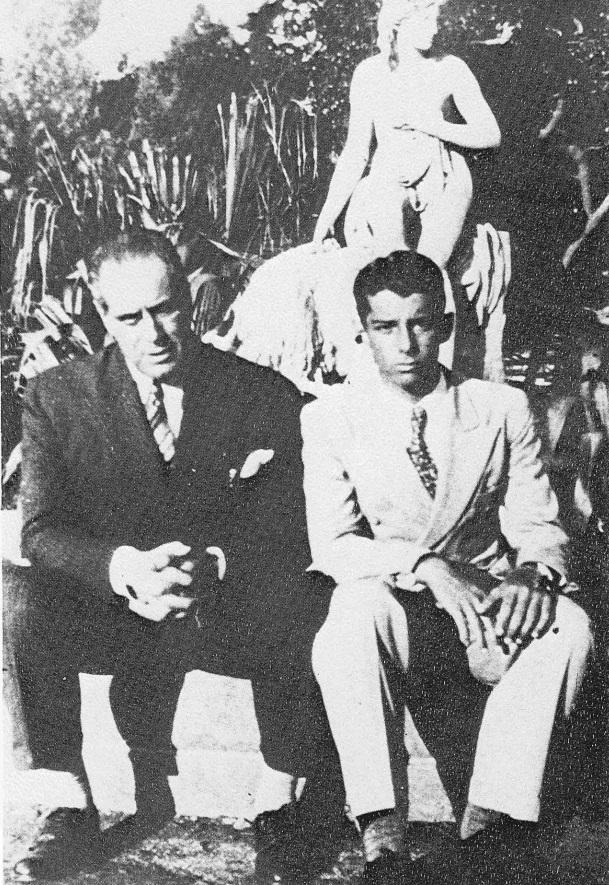
Euclides Figueiredo y su hijo, el entonces joven João Baptista de Oliveira Figueiredo en la década de 1930

Sin embargo, estas acusaciones fueron formalmente rechazadas por la defensa del coronel ante el Tribunal de Excepción. No obstante, en septiembre de 1938, fue condenado y considerado responsable del intento de asalto al Palacio de Guanabara, ocurrido el 11 de mayo de ese año. El asalto fue frustrado debido al descubrimiento previo del plan. En los materiales incautados, que estaban en posesión de los conspiradores detenidos por la Policía Especial, se encontraron supuestas notas del coronel Euclydes. Estos materiales se utilizaron como prueba para su condena en el TSN. El coronel fue condenado a cuatro años de prisión tras ser defendido por su propio hijo, Guilherme Figueiredo (entonces un abogado joven e inexperto). Además de negar todos los cargos, la defensa del coronel demostró que su nombre había sido utilizado en ausencia como truco para recabar apoyo a la conspiración. El coronel Euclydes Figueiredo cumplió inicialmente su condena en la Casa Correccional de Río de Janeiro y posteriormente fue enviado a la Fortaleza de Santa Cruz. Su grado de coronel fue cancelado y, a efectos administrativos, fue considerado "muerto" para el Ejército brasileño. Sus hijos Diogo y Euclydes pasaron a ser "alumnos huérfanos" del Colegio Militar y su esposa Valentina adquirió la vergonzosa condición de "viuda de militar", recibiendo la respectiva pensión.
Mientras estuvo preso, en plena Segunda Guerra Mundial (1939-1945), escribió para la prensa de Río de Janeiro semanalmente, durante cerca de dos años y en secreto, bajo el seudónimo "De un observador militar y también "Muerto", haciendo aclaraciones y consideraciones puntuales sobre el conflicto que se desarrollaba en la época. Los artículos fueron escritos a mano por el coronel y su hijo Guilherme Figueiredo los escondió en sus zapatos para entregarlos a la prensa. 
En 1942, en el momento de su liberación, se negó a firmar una petición de libertad condicional que, sin embargo, le fue concedida por las autoridades. Según Guilherme Figueiredo, en aquel momento el funcionario de prisiones le había presentado el formulario de libertad condicional, en el que constaba que el preso se comprometía a no cometer más delitos, a lo que él respondió: "Ahora, coronel, firme usted'". Y Euclydes Figueiredo respondió inmediatamente: "'No firmaré; no firmaré. Si mi crimen fuera un delito común, me comprometería a no volver a hacerlo. Pero mi delito es político, y no me voy a comprometer a no conspirar más. Cada vez que tengo que conspirar, conspiro.
A principios de 1944, durante la campaña de reclutamiento para la formación de la Fuerza Expedicionaria Brasileña (FEB), Euclydes Figueiredo se presentó como voluntario en el Ministerio de la Guerra (por mera "travesura", según su hijo), lo que causó gran desconcierto al entonces ministro de la Guerra, general Eurico Gaspar Dutra. Sin embargo, debido a este acto, el coronel fue puesto oficialmente a disposición del Ministerio de la Guerra. Como resultado, dos años más tarde, durante el período democrático, Euclydes Figueiredo fue devuelto al servicio activo y alcanzó el grado de general en el Ejército Brasileño, en cumplimiento de la ley vigente en la época. 
Con la reorganización política que tuvo lugar a principios de 1945, Euclydes Figueiredo ayudó a fundar la Unión Democrática Nacional (UDN), partido mayoritariamente opuesto al varguismo, y fue presidente de la sección en el Distrito Federal. Tras la destitución del dictador Getúlio Vargas, el 29 de octubre de 1945, Euclydes se presentó como candidato a diputado en la Asamblea Nacional Constituyente, el 2 de diciembre, convirtiéndose en el segundo miembro más votado de su partido en el Distrito Federal, con 11.846 votos.
En la Asamblea Constituyente, que se reunió por primera vez el 5 de febrero de 1946, presentó dos importantes proyectos de ley: el que proponía la extinción de la Policía Especial, cuerpo remanente del Estado Novo; y el que remitía la Ley de Derechos de Autor, elaborada por la Asociación Brasileña de Escritores. Durante la sesión del 15 de marzo de 1946, Euclydes presentó un pedido de urgencia para la votación de una indicación de su autoría, solicitando a la Asamblea Constituyente que sugiriese al Poder Ejecutivo la supresión de los artículos segundo y tercero del decreto de amnistía promulgado en 1945 por Getúlio Vargas, para que los ciudadanos beneficiados fuesen inmediatamente reintegrados a sus antiguos cargos. Esta propuesta fue neutralizada por otra, elaborada por José Eduardo Prado Kelly y Otávio Mangabeira, también ucedistas, que solicitaba al gobierno información sobre las medidas que se habían tomado "para hacer efectiva la amnistía concedida por el Decreto-Ley nº 7.474".
El 11 de abril de 1946, el coronel volvió al servicio activo del Ejército con el grado de general de brigada y, en la misma fecha, pasó a la reserva con el grado de general de división. El 4 de junio del mismo año, votó a favor de la moción presentada por Otávio Mangabeira, elogiando a las Fuerzas Armadas por su papel en la destitución de Getúlio Vargas y en la redemocratización del país.
En septiembre de 1946, con la promulgación de la Constitución Federal, la Asamblea Constituyente se convirtió en Congreso ordinario. A lo largo de la legislatura, lideró actividades parlamentarias para reformar la legislación con el fin de superar el antiguo régimen, además de buscar reparaciones en favor de sus víctimas. En 1948, pronunció un discurso en la Cámara de Diputados saludando al antiguo Presidente de la República Washington Luís, derrocado por el golpe de Estado de la Revolución de 1930. En aquella época, regresaba a Brasil después de 17 años de exilio político.
Todavía en esa legislatura, lideró la propuesta de creación de la Comisión Parlamentaria de Investigación de los crímenes de la era Vargas, a partir de 1934, centrándose principalmente en el período del Estado Novo. Quería crear una investigación y un juicio al estilo del Tribunal de Núremberg, sin olvidar las cuentas. Sin embargo, el proyecto fue saboteado y frustrado en aquella Cámara, en gran parte gracias a la actuación política de antiguos miembros y cómplices del antiguo régimen totalitario, que habían sido elegidos diputados, senadores o jefes de gobierno, como fue el caso de Filinto Muller y del propio Getúlio Vargas.
Sin embargo, a lo largo de su mandato, se empeñó en denunciar y exigir que se investigaran los crímenes del Estado Novo, en varios discursos desde la tribuna de la Cámara. Entre ellos, la ejecución a sangre fría de siete insurgentes por la Policía Especial tras su detención en el Palacio de Guanabara durante un intento de invasión el 11 de mayo de 1938; las torturas y malos tratos a los presos políticos del régimen por parte del entonces Jefe de Policía Filinto Muller; y los vínculos del Estado Novo con el Tercer Reich alemán.
En las elecciones generales del 3 de octubre de 1950, se presentó como candidato al Senado Federal, en representación del Distrito Federal, por la UDN. Sin embargo, no fue elegido. En la década de 1950, tras ejercer como parlamentario en la Cámara de Diputados, participó activamente en diversas organizaciones. Participó en los trabajos de la Cruz Roja en Brasil, formando parte de la junta directiva como vicepresidente; también fue presidente de Rádio Guanabara, vicepresidente del consejo deliberante del América Fútbol Club (Río de Janeiro), miembro fundador de la Beneficencia del Club Militar y de la Asociación Benéfica de Antiguos Alumnos del Colegio Militar. Después de las Elecciones Generales del 3 de octubre de 1954, se retiró de la vida pública tras presentarse sin éxito a diputado federal por la Alianza Popular, aliada de la UDN, obteniendo el puesto de suplente en la bancada de su partido.
A principios de 1955, asumió la dirección de la Cia Municipal de Transporte Coletivo (CMTC) de São Paulo. Pocos meses después, presentó su dimisión y denunció ilegalidades debidas a la malversación de ingresos por la venta de material inservible de la Cia. Tras una investigación administrativa, un director de compras y su ayudante fueron declarados culpables de las irregularidades. Durante este período también fue secretario-director de Indústria Química e Farmacêutica Schering S.A. y copropietario de una granja en el municipio de Avaré, en São Paulo.
Murió el 20 de diciembre de 1963, en la ciudad de Campinas. Fue enterrado en el Cementerio de São Francisco Xavier, en la ciudad de Río de Janeiro.
Estaba casado desde 1913 con Valentina Bastos da Silva, hija del célebre médico sanitario Guilherme Alves da Silva, que desempeñó un papel destacado en la lucha contra la fiebre amarilla en la ciudad de Campinas. Con su esposa tuvo seis hijos: Maria Luiza, Guilherme, João Baptista, Euclydes Filho, Luiz Felipe y Diogo. Tres de sus hijos siguieron la carrera militar y, como su padre, también llegaron a ser generales: el general João Batista de Oliveira Figueiredo, expresidente de la República entre 1979 y 1985; el general Euclydes de Oliveira Figueiredo Filho, que comandó la 1.ª División del Ejército y dirigió la Escuela de Estado Mayor; el general Diogo de Oliveira Figueiredo, que fue comandante de la Escuela de Mando y Estado Mayor del Ejército. 